# Нъводари
Нъводари (на румънски: Năvodari; старо име Кара кьой) е град в окръг Констанца, Румъния. Населението му е 32 981 жители (2011 г.), а площта му е 70,31 кв. км. Намира се в часова зона UTC+2. По етнически признак населението се дели на: 94,67% румънци, 0,90% унгарци, 0,98% роми, 0,03% германци и други. Името на града е свързано с метода за промишлен риболов тралене.